# 昂邦章京
昂邦章京（转写：amban janggin），清朝初期高级武官的一种。先后用来翻译汉语“总兵”和“驻防将军”，康熙年间弃用直接称“将军”。

## 简介
昂邦章京最早是八旗军队中的高级官爵之一。天聪八年（1634年），皇太极定昂邦章京的汉字为总兵。到了顺治年间，朝廷组建独立于八旗军队之外、主要由汉人组成的绿营，并将总兵一职改为绿营所用。顺治二年（1645年），在江南、陕西设置昂邦章京为留守八旗军队的驻防长官，顺治三年（1646年），改盛京留守内大臣为昂邦章京。顺治十年（1653年），设宁古塔昂邦章京二人。康熙年间，清圣祖改昂邦章京为（驻防）将军。

## 误解
滿語ᠠᠮᠪᠠ amba，意思是“大”；形容词形式为ᠠᠮᠪᠠᠨ amban，意思是“大的”，“昂邦”作為名詞意为“高级官员”或译“大臣”。虽然“章京”转音自汉语“将军”，然而昂邦章京并不是满语对“大将军”的翻译。满语的大将军是ᠠᠮᠪᠠ
 ᠵᡳᠶᠠᠩᡤᡳᠶᡡᠨ（穆麟德：amba jiyanggiyūn）。